# The Wheel of Time (televisieserie)
The Wheel of Time is een Amerikaanse televisieserie te zien op de streamingdienst Amazon Prime Video. De serie is gebaseerd op de Het Rad des Tijds boekenserie van de Amerikaanse fantasyschrijver Robert Jordan en geproduceerd door Sony Pictures Television en Amazon Studios. Het eerste seizoen van de serie kwam op 29 november 2021 beschikbaar.

## Verhaal
De serie volgt Moiraine, een tovenares die lid is van de Aes Sedai, een organisatie van vrouwen die de ene kracht kunnen beheersen. Samen met haar bewaker Lan zoekt ze naar de herrezen draak, de teruggekeerde ziel van een machtige tovenaar uit het verleden die in zijn vorige leven de wereld ten onder liet gaan en gecorrumpeerd werd door het kwaad. Volgens de legenden zal de herrezen draak in zijn volgende leven de wereld redden van het kwaad of opnieuw ten onder laten gaan. Tijdens hun reis komen ze in een gebied genaamd de Twee rivieren, vijf mogelijke kandidaten tegen die de herrezen draak zouden kunnen zijn waarna een reis begint met als doel het kwade te stoppen.

## Rolverdeling
- Rosamund Pike als Moiraine Damodred (Nederlandse stem: Lottie Hellingman)
- Daniel Henney als al'Lan Mandragoran (Nederlandse stem: Jorrit Ruijs)
- Zoë Robins als Nynaeve al'Meara (Nederlandse stem: April Darby)
- Madeleine Madden als Egwene al'Vere (Nederlandse stem: Isha Ferdinandus)
- Josha Stradowski als Rand al'Thor (Nederlandse stem: Valentijn Avé)
- Marcus Rutherford als Perrin Aybara (Nederlandse stem: Alkan Çöklü)